# Knud Andersen
Knud Andersen (11. září 1890, Djursland – 1. června, 1980, Nærum) byl dánský námořník a spisovatel, autor příběhů ze života námořníků.

## Život
Pocházel z rolnické rodiny, život námořníků však poznal z vlastní zkušenosti. Nejprve se plavil jako palubní pomocník na školní lodi, která ztroskotala a dvacet dva jeho kamarádů utonulo. Následně strávil sedm let na zámořských lodích. Pak studoval na Fanø Navigationsskole a roku 1912 chtěl složit kormidelnickou a lodnickou zkoušku, což mu nebylo umožněno, protože byl barvoslepý. Následně pracoval šestnáct let na pevnině v přepravní společnosti Det forenede Dampskibselskab. Roku 1929 si za všechny úspory koupil rybářský kutr, který pojmenoval Monsum. Se svou rodinou se na něm čtyři roky plavil Tichým a Atlantským oceánem a pak na něm se svými čtyřmi kamarády podnikl dlouhou plavbu kolem světa. Mezi jednotlivými cestami si vydělával přednáškami a psaním do časopisů.
Po skončení aktivního námořního života pracoval od roku 1939 jako přednosta přístavu ve Vedbæku a během německé okupace Dánska se zde aktivně podílel na tajných a velmi nebezpečných nočních přepravách uprchlíků přes průliv Öresund do Švédska.
Napsal na padesát žánrově různých knih, mezi kterými jsou romány, povídky, cestopisy, eseje i básně. Ve svých prózách realisticky vylíčil těžký život námořníků, který poznal z vlastní zkušenosti. Projevuje se v nich výborná znalost nejrůznějších prostředí i námořníků různých povah. Kromě toho napsal devítisvazkové paměti.

## Dílo (výběr)
- Sange og Syner (1923, Písně a vize), básně.
- Havet (1924, Moře), román.
- Fugle fra oceanet (1926, Ptáci z oceánu), básně.
- Brændig (1927).
- Perlemor (1928)
- Toner fra Havet (1928, Písně moře), básně.
- Ved det yderste hav (1929).
- Med Monsunen på Atlanterhavet (1931, S Monsumem na Atlantiku), cestopis.
- Elleve maaneder på havet og een i havn (1933, Jedenáct měsíců na moři a jeden v přístavu), cestopis, popis autorovy cesty kolem světa.
- Fra armod til rigdom (1935, Z chudoby k bohatství), román.
- Højvande ved Dover (1936).
- Vejret i Vold (1937, Ve spárech oceánu), román pro mládež, příběh dospívajícího chlapce a jeho mladší sestřičky, kteří se vydali z Nového Zélandu na plachetnici k Aucklandským ostrovům, aby zde našli vzácnou ambru a pomohli tak svým rodičům z bídy. Podle knihy vznikla roku 1986 stejnojmenná česká rozhlasová hra.[3]
- Stormsvaler (1939), básně.
- Hugo fra havet (1941, Hugo z moře).
- Langfarerens nattevagter (1942).
- De døde mænds kro (1944), sbírka povídek.
- Den blinde ørn (1945, Slepý orel), první díl románové trilogie.
- Tordende røg (1946, Hromový kouř), druhý dál trilogie.
- Den niende bølge (1947, Devátá vlna), třetí díl trilogie.
- Kaptajnen og evigheden (1952, Kapitán a věčnost).
- Ulven der hoppede og andre noveller (1962), sbírka povídek.
- Pandoras æske (1963, Pandořina skříňka), román.
- Erindringer (1964–1975, Vzpomínky), devět dílů.:
  - Første rejse (1964, První cesta),
  - Matros (1965),
  - Mellem djævelen og det dybe hav (1966),
  - Ilddåb (1968, Křest ohněm),
  - Under sejl rundt Kap Horn (1969, Pod plachtami kolem mysu Horn),
  - Vesterud (1973, Na západ),
  - Dønninger (1974),
  - Luftspejlinger over blå ørkener (1975),
  - De stormede himlen (1976).
- Den syvende mand (1978, Sedmý muž).

## Česká vydání
- Ve spárech oceánu, Melantrich, Praha 1937, přeložil Břetislav Mencák, ilustroval Jiří Trnka.
- Ve spárech oceánu, Melantrich, Praha 1947, přeložil Břetislav Mencák, ilustroval Jiří Trnka.
- Ve spárech oceánu, Albatros, Praha 1982, přeložil Břetislav Mencák, ilustrovala Daniela Benešová-Hahnová.